# Krajné sedlo
Krajné sedlo (polsky Skrajna Przełęcz, maďarsky Szélső-nyereg, německy Randjoch, 2071 m n. m.) je sedlo v hlavním hřebeni Vysokých Tater. Nachází se mezi Krajnou kopou (2096 m) a Prostrednou kopou (2128 m) a prochází jím polsko-slovenská státní hranice. Přes to, že obě hory leží blízko sebe (300 m vzdušnou čarou), je sedlo výrazné a hluboké. Na polské straně spadá od sedla do Gąsienicové doliny strmá rokle zakončená nad Zeleným plesem Gąsienicovým (Zielony Staw Gąsienicowy) osypem. Svahy spadající na slovenské straně do doliny Kamenná Tichá jsou travnaté a méně strmé. Okolí sedla je budováno krystalickými horninami.

## Přístup
- po červené  značce z Ľaliového nebo Svinického sedla.